# Гродівка
Гро́дівка — селище Покровського району Донецької області. Адміністративний центр Гродівської селищної громади.

## Загальні відомості

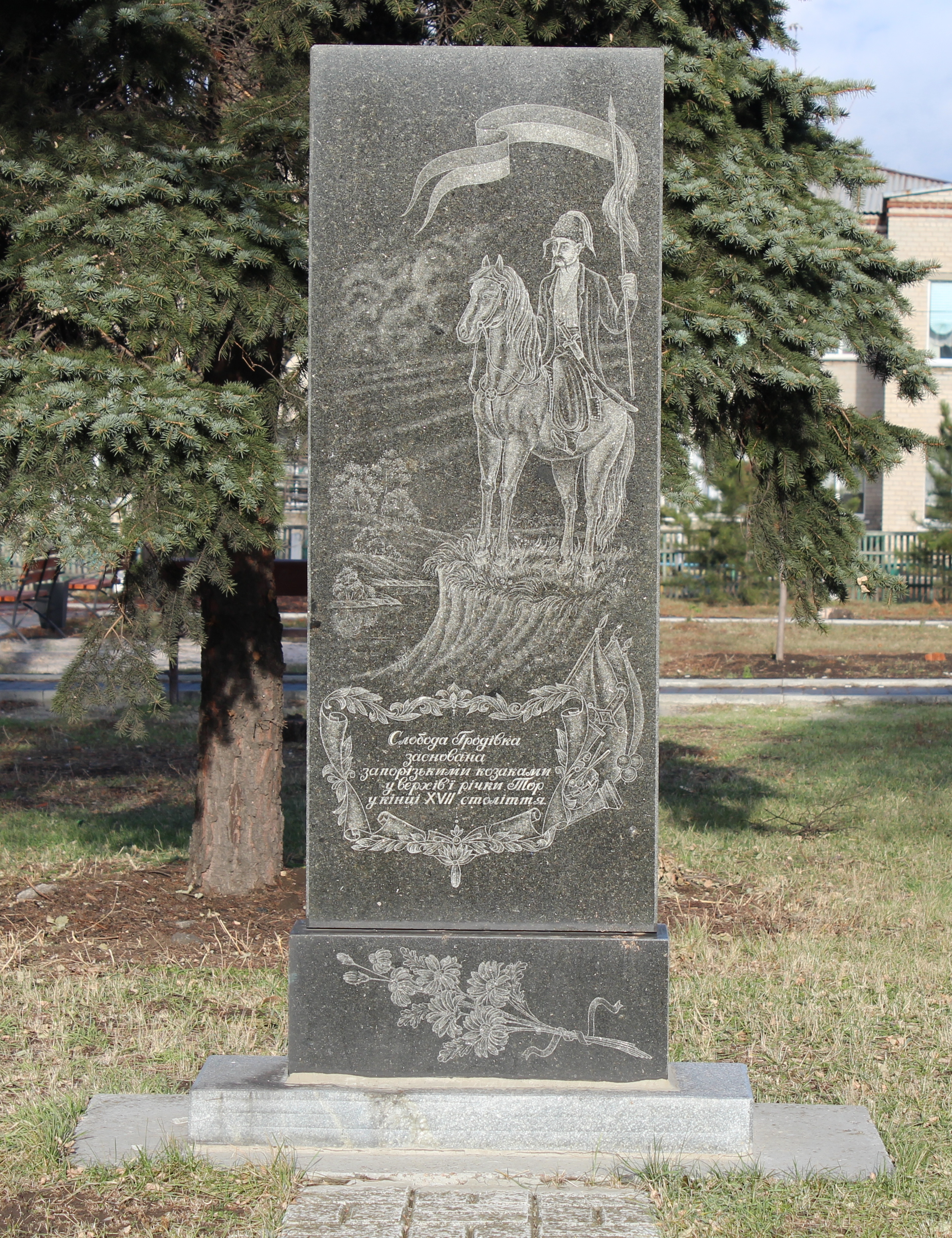
Пам'ятний знак на честь перших запорізьких козачих поселень у Донбасі

Відстань до райцентру становить близько 18 км і проходить автошляхом місцевого значення.
Розташоване біля витоків річки Казенний Торець та на річці Журавка, за 50 км від Донецька.

## Історичні відомості
Краєзнавець Феодосій Макаревський так описує виникнення Гродівки:
|  | Въ обширнѣйшихъ, роскошныхъ и богатыхъ, степяхъ между Торцомъ и Солоненькою часто проживали запорожцы и "грели животы свои". Въ 1750 году балка Холодная, въ нынѣшнемъ Гродовскомъ приходѣ, значится уже въ числѣ населенныхъ мѣстностей запорожскаго казачества. По уничтоженіи, въ 1775 году, послѣдней Сѣчи запорожской, жившіе въ балкѣ Холодной запорожцы, согласно видамъ и желанію Азовскаго губернатора Черткова, со всѣхъ сторонъ начали стягивать къ себѣ на жительство семейный и осѣдлый народъ малороссійской націи. Въ 1788 году въ казенной государственной слободе Гродовке постоянныхъ жителей поселянъ малороссійской націи, было обоего пола свыше осьми сотъ душъ. |

За даними на 1859 рік у казенному селі Бахмутського повіту Катеринославської губернії мешкало 3291 особа (1702 чоловічої статі та 1589 — жіночої), налічувалось 463 дворових господарства, існувала православна церква, відбувались 3 ярмарки на рік й базари.
Станом на 1886 рік у колишньому державному селі Селидівської волості мешкало 3640 осіб, налічувалось 637 дворових господарств, існували православна церква, школа й 9 лавок, відбувались 3 ярмарки на рік.
За переписом 1897 року кількість мешканців зросла до 5713 осіб (2857 чоловічої статі та 2856 — жіночої), з яких 5507 — православної віри.
У 1908 році в селі, центрі Гродівської волості, мешкало 5411 осіб (2709 чоловічої статі та 2712 — жіночої), налічувалось 950 дворових господарств.
У лютому 1919 року отаман Охтирський Матвій звільнив село від білогвардійців.
25 травня 1920 загін махновців чисельністю 300 шабель зайняли Гродівку.
13 липня 1920 року в село зайняла піхота 2-ї групи Клейна яку розбили ВОРХ під Новотроїцьким. 14 липня в Гродівку прибула кавалерія 1-ї групи на чолі з Білаш, яка допомогла загону безпечно вийти в район розташування основних сил махновців.
Див. також: Шахти Гродівки.

## Війна на сході України
31 січня 2015-го загинули під час обстрілу терористами з РСЗВ «Град» поблизу Гродівки молодший сержант 43-ї бригади Микола Пономаренко, старші солдати Павло Антоненко та Воропай Василь.
10 лютого 2015 року в результаті обстрілу проросійськими бойовиками Гродівки поранено 8 мирних жителів, серед них одна дитина.

## Населення

### Мова
Розподіл населення за рідною мовою за даними перепису 2001 року:
| Мова            | Кількість | Відсоток |
| --------------- | --------- | -------- |
| українська      | 2749      | 86.91%   |
| російська       | 404       | 12.78%   |
| білоруська      | 3         | 0.09%    |
| вірменська      | 1         | 0.03%    |
| інші/не вказали | 6         | 0.19%    |
| Усього          | 3163      | 100%     |

Динаміка зміни населення Гродівки за роками:

## Персоналії
Народилися:
- Момот Микола Семенович — український співак
- Александров Микита Олексійович — Герой Радянського Союзу (1944)

Загинули:
- Пономаренко Микола Миколайович — герой АТО, з Чернігівщини
- Воропай Василь Васильович — герой АТО, Косарівський сільський голова.
- Антоненко Павло Леонідович — герой АТО, з Чигиринщини